# Puerto de Sohar
El Puerto de Sohar es un puerto de aguas profundas y una zona franca adyacente en el Oriente Medio, situado específicamente en el Sultanato de Omán, a unos 200 kilómetros al noroeste de la capital, Mascate. Con las actuales inversiones de más de $15 mil millones, es uno de los puertos más grandes del mundo y uno de los mayores desarrollos de zonas francas. Se encuentra en el centro de las rutas mundiales de comercio entre Europa y Asia por lo que es un lugar estratégico para los negocios. Sohar proporciona acceso inigualable al auge de las economías del Golfo, evitando los costos adicionales de pasar por el Estrecho de Ormuz.